# جوليان فالك
جوليان فالك (بالفرنسية: Julien Falk)‏ هو ملحن فرنسي، ولد في 1902، وتوفي في 1987.

## روابط خارجية
- جوليان فالك على موقع IMDb (الإنجليزية)